# Зурофф, Эфраим
Эфра́им Зу́рофф (англ. Efraim Zuroff; р. 5 августа 1948, Нью-Йорк) — израильский историк американского происхождения. Глава иерусалимского отделения Центра Симона Визенталя. Известен активной деятельностью по розыску нацистских преступников. Выступает с критикой стран Балтии, считая, что в них имеет место отказ от привлечения к суду ряда нацистов с целью подрыва исторических оценок об уникальности Холокоста и пропаганды равнозначности нацистских и коммунистических преступлений.

## Биография
Родился в Нью-Йорке, там же закончил Иешива-университет, бакалавр по истории. Переехал в Израиль в 1970 году, в Институте современного еврейства Еврейского университета получил степень магистра по изучению Холокоста. Там же защитил диссертацию по теме Холокоста.
В 1980 году работал исследователем в Управлении специальных расследований Министерства юстиции США. Его усилия способствовали подготовке дел против многочисленных нацистских военных преступников, проживавших в Соединённых Штатах.

## Публикации
- 1994 — «The Continuing Search for the Perpetrators of the Holocaust»: книга описывает сложности в поиске нацистских преступников, получивших убежище в США, Великобритании, Канаде и Австралии и роль Зуроффа в работе двух организаций, активно занимающихся поиском этих преступников, Центра Симона Визенталя и Агентства специальных расследований[англ.] Министерства юстиции США.
- 2009 — «Operation Last Chance: One Man’s Quest to Bring Nazi Criminals to Justice»: повествует о кампании Operation Last Chance[англ.], начатой Зуроффом в 2002 году для поимки и привлечения к ответственности остающихся в живых нацистских преступников. Книга была переведена на немецкий, венгерский, сербский и финский языки.

## Награды
- В знак признания усилий по охоте на нацистов и за исследования Холокоста, Зурофф был выдвинут Президентом Сербии Борисом Тадичем и членами парламента Сербии в качестве кандидата на Нобелевскую премию мира в 2008 году[6].
- 22 января 2009 года городская ассамблея города Нови Сад присвоила Зуроффу звание почётного гражданина города в знак признания заслуг в борьбе за поиск и наказание нацистских преступников[7].
- 15 января 2010 года указом президента Хорватии Степана Месича Зурофф был награждён орденом князя Трпимира за вклад в борьбу с историческим ревизионизмом и укрепление антифашистских основ государственности Хорватии[8].
- 16 февраля 2017 года Президент Сербии Томислав Николич вручил Золотую медаль «За заслуги» за заслуги д-ру Эфраиму Зуроффу[9] за «исключительные достижения» и его «самоотверженное посвящение защите правды о страданиях евреев, а также сербов, цыган и других народов во время Второй мировой войны»[10].
- Премия «Скрипач на крыше» в номинации «Общественная деятельность» (2018, Россия).